# Christiane-Charlotte de Nassau-Ottweiler
Christiane Charlotte de Nassau-Ottweiler (* 2 septembre 1685 à Ottweiler; † 6 novembre 1761 à Hombourg) est une comtesse de Nassau-Ottweiler et par mariage, successivement, comtesse de Nassau-Sarrebruck et landgravine de Hesse-Hombourg.

## Biographie
Christiane Charlotte est une fille du comte Frédéric-Louis de Nassau-Ottweiler (1651-1728) de son premier mariage avec la comtesse Christiane d'Ahlefeldt (1659-1695).
Elle épouse en premier mariage, le 22 avril 1713 à Sarrebruck, le comte Charles Louis, comte de Nassau-Sarrebruck.
Elle se remarie, le 17 octobre 1728 à Sarrebruck avec le landgrave Frédéric III de Hesse-Hombourg. Ce mariage est conclu par l'intermédiaire du comte Ernest-Louis de Hesse-Darmstadt (1667-1739). Le mariage avec la riche héritière devait consolider les finances du land de Hesse-Hombourg, en grande difficulté.

## Descendants
De son premier mariage Christiane Charlotte a deux fils, qui sont morts en bas âge:
- Frédéric-Charles (1718-1719)
- Louis-Charles (1720-1721)

## Sources
- Carl Eduard Vehse: Histoire de la deutsche Cours depuis la Réforme, P. 453.